# Železarna v Mislinji
Z razvojem oglarstva in železarne v Mislinji se je pričela prava industrijska revolucija. V skoraj 180 letni zgodovini železarske panoge v Mislinji in Mislinjski dolini lahko najdemo lastnike, kot so Michelangelo Zois, očeta slovenskega mecena in gospodarstvenika barona Žige Zoisa. Iz gozdov Pohorja, so pridobivali les za kuhanje oglja, rudosledci pa so dovažali železo iz takratne celoten Koroške. Končane proizvode, kot so plužnik, lemež, sekire, motike ter kasneje celo osovine za vagone, pa so izvažali vsepovsod po slovenskem tudi v Italijo. 

## Zgodovina

### Železarstvo in oglarstvo pod lastništvom družine Zois v Mislinji
Tako je kot prvi leta 1723 dobil koncesijo za obrat fužin, meščan in fužinar Ernst Jožef Hanžič iz Tratschwega pri Št. Vidu ob Glini na Koroškem. Prvi fužinski obrat »plavž« je bil postavljen ob zgornjem toku reke Mislinje.  
Obrate mislinjskih fužin je leta 1752 kupil grof Schrottenbach, lastnik graščine na Legnu, Zaloške planine in velik del gozdov na levem bregu reke Mislinje. Njegova posest je segala pod Kopo, Golavobuko, Črni vrh do Velike Kope. Graščina grofa Schrottenbacha je imela 886 ha posesti in od tega 783 ha gozdov. Leta 1753 je grof Schrottenbach prodal mislinjsko železarno, kranjskemu podjetniku italijanskega rodu, očetu Žige Zoisa Michelangelu Zoisu, ki je imel v lasti velik del kranjskih fužin (Bohinj, Mojstaran, Tržič) in tako imel trgovski nadzor nad železom v Ljubljani in Trstu. 
Decembra leta 1770 je postal lastnik mislinjskih fužin baron Žiga Zois. Tako je Michelangelo Zois prepustil svojemu sinu baronu Žigu Zoisu, ki veljal za slovenskega razsvetljeneca, gospodarstvenika, podjetnika in mecena. Obrati mislinjske železarne so bili v lasti družine Zois, celih 64 let. 
Obratovanje železarne je sledilo v silno zadolževanje pri upnikih in tako je bil Žiga Zois prisiljen prodajati svoje imetje za poplačilo dolgov. Tako se je odločil s terjatvami obremenjeno železarno in posest v Mislinji leta 1817 prepustiti nečaku Francu Antonu Bonazzi, ki je bil takrat član sekcije za rudnike in tovarne v Štajerski trgovski in obrtni zbornici v Gradcu. 
Slednji je postopoma odkupoval preostale ogljarske obrate in dokupil steklarno (glažuta) in povečeval posest, tako da je v letu 1850 obsegala 2720 ha. Izdelki, ki so jih izdelovali (motike, lopate, sekire, ograje, pluge ter osi za vagone) so imeli žig z oznako »Eissenweck Missling«. Tako je imela modernizirana železarna svojo valjarno, kupolko (peč za sivo litino) ter peč za kvaliteno jeklo. 
Tako so lastniki iz družine Zois dosegli, da je mislinjska železarna prešla takrat v vodilno skupino slovenskih železarn v drugi polovici 18. in v prvi polovici 19. stoletja. V tem obdobju se je železarna vztrajno borila za pridobivanje koncesij za opravljanje ogljarstva in železarstva. Kot zanimivost velja, da je bila na območju mislinjskih železarn postavljena ena izmed prvih fužin, visoka okoli 9 metrov. Še dan danes predstavlja neposreden materialni dokaz ostanka fužin Tisnikarjeva domačija, v kateri se je rodil znani mislinjski slikar Jože Tisnikar. Danes je ohranjenih kar nekaj objektov, ki so zaznamovali takratno obdobje, a vendar so ti objekti po večini sedaj preurejeni v stanovanjska in gospodarska poslopja. Leta 1854 Prva avtrijska hranilnica mislinjsko železarno zapleni, a vendar jo leta 1858 odkupi njen stečajni upravitelj Matija Lohninger. Za njim postane lastnik železarn družina Lohninger z rodbino Hagenauer. 
Mislinjska železarna je skupaj delovala skoraj dvestolet (od začetka 18. do konca 19. stoletja). S fužinami je prišlo do razvoja in napredka na področju ogljarstva, kar je pomenilo v razvoj in posodobitev javnih prevozniških poti na širšem območju Mislinjske doline.
Zadnji lastnik posestva na območju železarne v Mislinji, Arthur Perger z veleposestjo Gozdarstvo in lesna industrija Mislinja preusmeri iz pretežno železarske industrije v lesno pridelovalni obrat, kjer leta 1902 zgradi znano gozdno železnico Mislinja - Komisija.